# 邦洞街道
邦洞街道，是中华人民共和国贵州省黔东南苗族侗族自治州天柱县下辖的一个街道办事处。
2016年1月14日，贵州省人民政府批复同意天柱县部分乡镇行政区划调整，撤销邦洞镇建制，设置邦洞街道，街道办事处驻灯塔村。

## 行政区划
邦洞街道下辖以下地区：
邦洞社区、灯塔村、高寨村、六合村、摆头村、坌溪村、胡家洞村、上高野村、中高野村、光复村、林海村、三团村、观州村、岳寨村、圭轩村、新陶村、共和村、铁厂村、公塘村、大僚村、大河边村、山环村、乐平村、赖洞村、平福村、高西村、民主村、江楼村、鱼塘村、西安村、米溪村、革溪村、龙章村和章程村。
2019年8月8日，将六合村划归联山街道管辖。行政区划调整后，邦洞街道辖邦洞居委会、灯塔村、三团村、永安村、赖洞村、织云村、高野村、新联村、大河边村、铁厂村、米溪村。